# Micrurus ornatissimus
Micrurus ornatissimus é uma espécie de cobra-coral, um elapídeo do gênero Micrurus. Coral tricolor de pequeno porte, medindo entre 50 e 70 cm (máximo de 84 cm). A cabeça apresenta um "capuz"preto que pode se estender à nuca. Padrão geral do corpo se caracteriza por 38 a 67 anéis pretos, alternados com anéis vermelhos limitados por linhas brancas. Ocorre no sul da Colômbia, norte do Peru e noroeste do Brasil.